# Mulberry (Arkansas)
Pour les articles homonymes, voir Mulberry.
Mulberry est une municipalité du comté de Crawford, dans l’État de l’Arkansas aux États-Unis.

## Démographie
| 1890 | 1900 | 1910 | 1920  | 1930 | 1940 | 1950 | 1960 |
| ---- | ---- | ---- | ----- | ---- | ---- | ---- | ---- |
| 321  | 361  | 722  | 1 095 | 895  | 973  | 952  | 934  |

| 1970  | 1980  | 1990  | 2000  | 2010  | - | - | - |
| ----- | ----- | ----- | ----- | ----- | - | - | - |
| 1 340 | 1 444 | 1 448 | 1 627 | 1 655 | - | - | - |